# Thomas Degasperi
Thomas Degasperi (Trento, 18 gennaio 1981) è uno sciatore nautico italiano, specialista nella disciplina dello slalom.

## Gli inizi
Thomas Degasperi nasce a Trento il 18 gennaio 1981.
All'età di cinque anni Thomas viene a contatto per la prima volta con lo Sci nautico, incoraggiato dal padre, Marco Degasperi, già a quel tempo un grande e conosciuto allenatore di sci nautico.
Fin dal primo istante Thomas rimane entusiasta di questo sport, e continua a praticarlo iniziando anche a partecipare alle prime competizioni tra le quali "Il Trofeo Topolino". All'età di 12 anni cambia il suo modo di porsi allo sci nautico, evento dovuto al fatto dell'ottenimento di alcuni buoni risultati. A 15 anni vince la sua prima medaglia ai Campionati Europei: oro in slalom.

## Pausa ed ascesa
Segue un periodo in cui Thomas rimane un po' in ombra, ma durante il quale svolge un intensivo programma di allenamento, e finalmente nel 2001 e 2002 si iniziano a vedere i profitti. Thomas si classifica al quarto posto ai Campionati mondiali Under 21 svoltisi in Italia e nello stesso anno vince i Campionati europei Under 21. L'anno successivo si ripete vincendo ancora i Campionati europei Under 21; il seguente fine settimana, Thomas viene convocato come riserva ai Campionati europei assoluti in Francia, e con grande sorpresa per tutti, riesce a portarsi a casa anche quel titolo. Nel 2003 si infortuna al ginocchio, compromettendosi quindi l'intera stagione. Nel 2005 scala la ranking list mondiale dalla 47ª posizione fino alla 9ª, per aver raggiunto il 2º posto nella Coppa del Mondo in Russia.

## La stagione 2006
Il 2006 è stato l'anno più proficuo per Thomas: vinti i Malibu Open e lo Ski west Pro, realizza la miglior performance di tutta la stagione, tra tutti i migliori sciatori al mondo, evento che lo porta in vetta alla ranking list mondiale, inoltre arriva 6º agli US Master, 6° alla Coppa del Mondo in Irlanda, nonostante le cattive condizioni del tempo, e infine ottiene il 4º posto al Boardstock Pro Slalom event.
Si riplocama campione Europeo Assoluto in slalom per la terza volta dimostrando il suo valore ancora una volta.

## Il titolo mondiale e il quarto titolo europeo
Il 2007 è l'anno in cui Thomas deve confermare la sua inarrestabile ascesa conquistando qualcosa nella gara più importante di tutte: il Campionato del Mondo.
Infatti, tralasciando un ottimo quarto posto ottenuto nell'edizione del 2001 di Recetto, l'atleta trentino non è mai riuscito ad esprimersi al meglio in questa gara.
La forma sciistica, programmata in funzione della gara, si rivela con tutto il suo potenziale. Thomas infatti si ritrova al primo posto già nelle fasi eliminatorie della gara, in pari merito con altri 5 sciatori: Jeff Rodgers, Christopher Rossi, Jason Paredes, Marcus Brown e Drew Ross con 2 Boe a 10,25 m.
Thomas però in finale ne aggira ben 3 alla stessa lunghezza di corda, togliendo ogni speranza agli avversari di raggiungere il gradino più alto del podio.

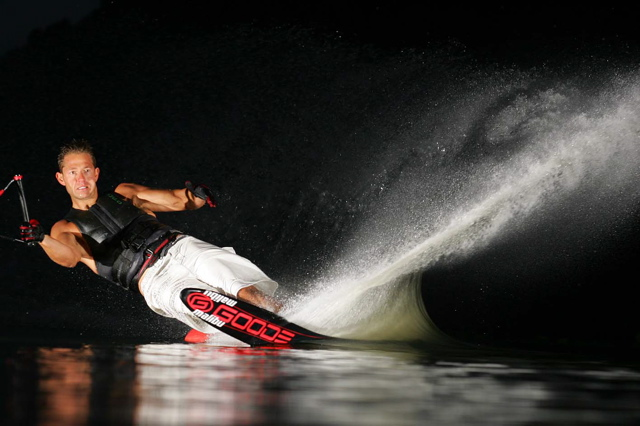
Sessione notturna.

La forma di Thomas continua a rimanere strepitosa, tanto che tre settimane più tardi riesce a conquistare anche il suo quarto titolo europeo, terzo consecutivo.
Nella finale di Slalom ai Campionati Europei di Recetto, dopo un decimo posto nelle qualificazioni, nella finale scala posizioni su posizioni con la prestazione di 2 boe a 10,25 m.
Alla fine si mette alle spalle anche il compagno di squadra Fabio Ianni e lo spagnolo Iván Morros.
Thomas vince il 5 Titolo Europeo nel 2009 a Vallesbek in Danimarca e l'argento mondialie a Calgary in Canada
Nel 2011 riporta in Italia un oro mondiale entrando così nella storia mondiale dello sci nautico.
Nel 2013 vince i World Games. 
Nel 2014 vince i Masters e il Moomba Master australiano.
Nel 2015 ottiene l'argento ai Campionati Mondiali.
Nel 2016 conquista l'oro europeo nello slalom e nei Canada Open e Malibu Open.
Nel 2017 rivince l'oro ai Moomba master australiani.
Nel 2019 vince l'oro europeo nello slalom e per la terza volta nei Moomba master australiani.

## Ballando con le stelle
Ha partecipato all'ottava edizione di Ballando con le stelle, talent show di Rai 1, come sostituto di Stefano Campagna che si era ritirato, vincendo il Premio a Paolo Rossi per l'esibizione più emozionante.